# يوجين كليفورد
يوجين كليفورد (بالإنجليزية: Eugene Clifford)‏ هو لاعب كرة قدم أمريكية أمريكي، ولد في 29 يناير 1988 في سينسيناتي في الولايات المتحدة.